# 片野次雄
片野次雄（かたの つぎお、1935年2月2日 - ）は、日本の歴史作家。

## 人物・来歴
東京生まれ。はじめ山岳関係の著作を著し、のち民族学的な見地から僻村の取材を行うかたわら、李氏朝鮮を中心に歴史研究を続ける。

## 著書
- 『秘境ひとり旅』文芸春秋 文春レジャー 1969
- 『埋もれた旅路』読売新聞社 1971
- 『山里の秘湯』日本交通公社出版事業局 ベルブックス 1973
- 『日本列島秘境ベスト24選』旅行読売出版社 たびよみシリーズ 1977
- 『Pin up 北アルプス』誠文堂新光社 1980
- 『李舜臣と秀吉 文禄・慶長の海戦』誠文堂新光社 1983
  - 『李舜臣のコリア史 秀吉の朝鮮出兵の全貌』彩流社 2013
- 『王国の悲哀 元寇のかげに』誠文堂新光社 1984
- 『世宗大王とハングル 李朝文化の源流をたずねる』誠文堂新光社 1985
  - 『世宗 (セジョン) 大王のコリア史 ハングル創製と李朝文化』彩流社 2012
- 『戦乱の朝鮮三国 七世紀の百済・新羅・高句麗』誠文堂新光社 1985
  - 『戦乱三国のコリア史 高句麗・百済・新羅の英雄たち』彩流社 2007
- 『徳川吉宗と朝鮮通信使』誠文堂新光社 1985
  - 『善隣友好のコリア史 朝鮮通信使と吉宗の時代』彩流社 2007
- 『世界歴史紀行 伝統文化を味わう旅　韓国』読売新聞社 1987
- 『李朝滅亡』新潮社 1994　のち文庫
  - 『李朝滅亡 自主の邦への幻影と蹉跌 1864-1910』彩流社 2010
- 『日韓併合 李朝滅亡・抵抗の記憶と光復 1910-2010』彩流社 2010
- 『蒙古襲来のコリア史 高麗王国の悲哀と三別抄の抗戦』彩流社 2013